# Klaatu barada nikto

Helen Benson (Patricia Neal) mentre impartisce l'ordine "Klaatu barada nikto" al robot Gort nel film Ultimatum alla Terra (1951)

Klaatu barada nikto è una frase in una presunta lingua aliena, creata dallo sceneggiatore Edmund H. North per il film di fantascienza del 1951 Ultimatum alla Terra (The Day the Earth Stood Still) e ripresa nel remake del 2008.
La frase, il cui significato non è stato fornito in nessuno dei due film, ma che rappresenta un comando per fermare il robot Gort dai suoi propositi distruttivi, è considerata una delle più celebri del cinema, in particolare di quello di fantascienza.

## Utilizzo nei film

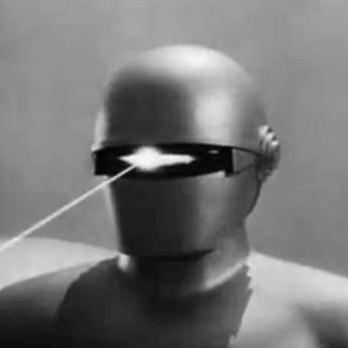
Il robot Gort, che viene fermato dal comando Klaatu barada nikto

La frase è stata ideata dallo sceneggiatore e futuro premio Oscar Edmund H. North per la sceneggiatura del film Ultimatum alla Terra del 1951. Nel film, l'alieno Klaatu (Michael Rennie) istruisce l'umana Helen Benson (Patricia Neal) a impartire l'ordine "Klaatu barada nikto" al suo robot Gort, nel caso gli accada qualcosa di male. Il comando ha lo scopo di fermare la furia distruttrice dell'androide, scatenata dal ferimento del suo comandante, Klaatu. Helen si reca nello spazio recintato dove è atterrato il disco volante di Klaatu e riesce a fermare Gort, impartendogli l'ordine, dopo che questi ha distrutto un carrarmato e ucciso due militari.
Nel remake del 2008 Ultimatum alla Terra, Klaatu (Keanu Reeves) impartisce l'ordine direttamente per sua voce a GORT (che qui rappresenta l'acronimo Genetically Organized Robotic Technology, tradotto in italiano come Generatore Organico Robo-Tecnologico). Una volta all'inizio e una alla fine della pellicola, benché la seconda volta le parole non siano pienamente udibili. La frase è stata inserita nel remake su insistenza di Keanu Reeves, che la pronuncia quando Gort reagisce alla sparatoria, sebbene le parole siano molto distorte.

## Interpretazione
Non esiste una traduzione ufficiale della frase, sono stati fatti tuttavia svariati tentativi per interpretarne il significato letterale.
Il professore di filosofia Aeon J. Skoble ipotizza che la frase faccia parte di una funzione di sicurezza utilizzata durante le missioni diplomatiche degli alieni rappresentati da Klaatu, per cui la forza mortale di Gort può essere disattivata nel caso in cui il robot venga indesideratamente attivato in una posizione difensiva. Skoble osserva che questo tema si è evoluto in un "elemento fondamentale della fantascienza, ovvero che le macchine incaricate di proteggerci da noi stessi useranno male o abuseranno del loro potere". In questa interpretazione la frase apparentemente dice a Gort che Klaatu considera l'escalation non necessaria (ritirarsi e tornare a casa).
La rivista Fantastic Films ha esplorato il significato di "Klaatu barada nikto" in un articolo del 1978 intitolato The Language of Klaatu. Nell'articolo Tauna Le Marbe, l'Alien Linguistics Editor della rivista, tenta di tradurre tutte le parole aliene usate da Klaatu nel film. La traduzione letterale di Le Marbe è: "Stop alla barbarie, (ho) la morte, lega"; la traduzione libera sarebbe invece: "Muoio, riparami, non vendicarti".
Il documentario Decoding "Klaatu Barada Nikto": Science Fiction as Metaphor ha esaminato la frase "Klaatu barada nikto" con alcune delle persone coinvolte nella creazione del film originale Ultimatum alla Terra. Robert Wise, il regista del film, ricorda una conversazione che ha avuto con Edmund North, dicendo che North gli ha detto: "...è solo qualcosa che ho inventato. Ho pensato che suonasse bene". Billy Gray, che ha interpretato Bobby Benson nel film, sostiene che "Barada nikto deve significare... salvare la Terra". Florence Blaustein, vedova del produttore Julian Blaustein, afferma che North doveva passare ogni giorno per una strada chiamata Baroda per andare al lavoro e ha detto: "Penso che sia così che è nato". Lo storico del cinema Steven Jay Rubin ricorda un'intervista che ha avuto con North quando gli ha chiesto: "Qual è la traduzione diretta di 'Klaatu barada nikto?'", e Edmund North gli ha risposto: "C'è speranza per la Terra, se si riesce a raggiungere gli scienziati".
Accettando il premio Life Achievement Award, conferitogli dall'American Film Institute nel 1998, il regista Robert Wise ha concluso il suo discorso di ringraziamento con la frase: "Vorrei dire 'Klaatu barada nikto', che, tradotto approssimativamente stasera, significa 'Grazie mille dal profondo del mio cuore'".

## Accoglienza
Il comando "Klaatu barada nikto" è divenuto uno dei più noti e citati del cinema di fantascienza degli anni cinquanta. La Robot Hall of Fame lo descrive come "uno dei comandi più famosi della fantascienza". Lo scrittore Frederick S. Clarke su Cinefantastique lo definisce "la frase più famosa mai detta da un alieno."

## Citazioni
Dall'uscita del primo film la frase è entrata nell'immaginario collettivo, venendo citata in numerose altre opere.

### Cinema
- Tron, regia di Steven Lisberger (1982).
Nel celebre film di fantascienza Disney, ambientato in un mondo immaginario immerso nella realtà virtuale del mainframe della fantomatica azienda di informatica Encom, la frase "Klaatu barada nikto" compare stampata su un'etichetta all'interno della cabina dove lavora di Alan Bradley (Bruce Boxleitner).[9]
- Il ritorno dello Jedi (Return of the Jedi), regia di Richard Marquand (1983).
Nel terzo film che compone la trilogia originale del franchise di fantascienza Guerre stellari, "Klaatu", "Barada" e "Nikto" vengono utilizzati come nomi di personaggi dell'entourage di Jabba the Hutt: Klaatu è uno dei vari Nikto che servono Jabba;[10] i Nikto sono una specie aliena rettiliana proveniente dal pianeta Kintan nel settore Si'Klaata, situato nello spazio controllato dagli Hutt;[11] Barada è uno klatooniano al servizio di Jabba prima della battaglia dell'anno 0 BBY. Anche quest'ultima specie è un ovvio rimando alla parola "Klaatu": i klaatuniani (in inglese Klatoonians) sono infatti una specie nativa del pianeta Klatooine, che svolgono solitamente la mansione di scagnozzi o cacciatori di taglie.[senza fonte]
- L'armata delle tenebre (Army of Darkness), regia di Sam Raimi (1992).
Nel film, Ash (Bruce Campbell), il protagonista, per poter impadronirsi del libro Necronomicon, senza causare l'ira delle forze del male, deve pronunciare la formula magica "Klaatu Verata Nikto".[12][13]
- Toys - Giocattoli (Toys), regia di Barry Levinson (1992).
Nel film con protagonista Robin Williams, la frase "Klaatu barada nikto", viene utilizzata dal generale Leland Zevo (Michael Gambon) nel tentativo di fermare una furiosa creatura marina: la frase dovrebbe essere il comando che la ferma, ma a causa di un malfunzionamento ciò non sortisce alcun effetto.[14]
- Sonic 2 - Il film (Sonic the Hedgehog 2), regia di Jeff Fowler (2022).
La frase "Klaatu barada nikto" viene pronunciata dal Dr. Robotnik quando, esiliato sul pianeta dei funghi, riesce a fare arrivare alcuni alieni per tornare sulla Terra.[13][15][16]

### Letteratura
- Stephen King Le creature del buio (The Tommyknockers), 1987.
Nel romanzo horror, un giovane reporter, John Leandro, è convinto che in una piccola città chiamata Haven qualcosa non vada. Il suo collega, David Bright, lo prende in giro, dicendo che devono esserci degli "uomini verdi dallo spazio" e cita la frase "Klaatu barada nikto".

### Musica
- 2021 - Willie Nile The Day the Earth Stood Still
Il cantautore statunitense Willie Nile utilizza la frase nella sua canzone The Day the Earth Stood Still contenuta nell'album omonimo.[17]

### Teatro
- The Foreigner, scritto da Larry Shue (1984).
 Nello spettacolo teatrale, il personaggio principale, Charlie Baker, un correttore di bozze di fantascienza in vacanza, menziona la frase all'inizio dell'opera e poi, durante il confronto culminante, la usa per apparire ultraterreno e minaccioso.[18][19]

### Televisione
- Tartarughe Ninja alla riscossa (Teenage Mutant Ninja Turtles) - serie animata, episodio 3x19 (1987).
Nell'episodio della terza stagione della serie animata, Il giocattolo venuto da Antares (Invasion of the Turtle Snatchers, trasmesso il 14 novembre 1989), Donatello incontra una famiglia aliena il cui nome del padre è Klaatu, quello della madre Barada e quello del figlio Nikto.[20]